# Shungicu Uchida
Shigeko Uchida (内田 滋子 Uchida Shigeko?), conocida como Shungicu Uchida (内田春菊 Uchida Shungiku?), es una artista de manga, novelista, actriz y cantante japonesa.

## Biografía
Nació el 7 de agosto de 1959 en Nagasaki, Prefectura de Nagasaki, Japón.  Su padre abandonó a la familia cuando ella y su hermana menor estaban en la escuela primaria. Su madre era profesora de baile y anfitriona de un bar, quien pronto comenzó a vivir con otro instructor de baile y se volvió a casar. Shungiku a menudo se veía obligada a dormir con su padrastro y su madre lo permitía. Uno de los recuerdos más felices de su infancia para Shungiku fue recibir una resma de papel en bruto de su maestra de cuarto grado, como regalo por decirle que su sueño era convertirse en artista de manga. 
Shungiku abandonó la escuela secundaria en su segundo año y trabajó en restaurantes, bares, una imprenta y como empleada doméstica. A veces dormía bajo los puentes. Cinco años más tarde, dejó Nagasaki para ir a Tokio con su querido manga y 7.000 dólares en ahorros. Se graduó de la escuela secundaria Nagasaki Minami de la prefectura de Nagasaki. Luego asistió a la Universidad de Keio, donde se especializó en filosofía en el Departamento de Literatura, pero la abandonó antes de completar sus estudios. Uchida actualmente está representada por la firma de gestión de talentos Knockout.
Sus obras representativas incluyen Wakaokusama Tamajigoku y Minami-kun no Koibito (que luego fue adaptada a tres series dramáticas). Uchida también es conocida como "Denko-chan", el personaje mascota de The Tokyo Electric Power Company.
Además de una carrera como artista de manga, también se dedica activamente a la música y como novelista. Escribió un controvertido libro semiautobiográfico llamado "Fatherfucker" que también se convirtió en una película de imagen real. 

## Manga
- Shiirakansu Brains  (1984)
- Minami-kun no Koibito (南くんの恋人, 1986–1987, published in Garo)
- Nami no Ma Ni Ma Ni (subtitled "An Old-fashioned Love Elegy") (1988)
- Isshinjō no Tsugō ("A Personal Affair") (1988)
- Maboroshi no Futsū Shōjo ("The Illusory Ordinary Girl") (1991)
- Kedarui Yoru ni (1992)
- Monokage ni Ashibyōshi ("Marking Time in the Shadows") (1992)
- Watashitachi wa Hanshoku Shite ("We Are Reproducing") (1994)
- Omae no Kaa-chan Bitch! (1994)
- Me wo Tojite Daite ("Close Your Eyes And Hold Me") 目を閉じて抱いて (1996-2000) 5 Volumes, published in Shodensha 祥伝社 FEELコミックス

## Filmografía
- Akumu Tantei 2 a.k.a. Nightmare Detective 2
- Gumi. Chocolate. Pine (2007)
- Kyacchi boruya (2006)
- Kain no matsuei a.k.a. Cain's Descendant
- Ame no machi a.k.a. The Vanished (2006)
- Yokubo a.k.a. Desire (2006)
- Yumeno (2005)
- Tsuki to Cherry (2004)
- Koi no mon a.k.a. Otakus in Love(2004)
- Mask de 41 (2004)
- Showa Kayo Daizenshu a.k.a. Karaoke Terror (2003)
- Stacy a.k.a. Stacy: Attack of the Schoolgirl Zombies (2001)
- Bijitâ Q a.k.a. Love Cinema Vol. 6 and Visitor Q (2001)
- Kao (2000)
- Gemini (1999)

## Televisión
- Gakko no kaidan G (1998)
- Love Letter (1998)
- Gozonji! Fundoshi zukin (1997)
- Hotaru no yado (1997)
- Skip (1996) (TV)
- Otenki-oneesan (1996)
- Midori (1996)
- Tokiwa-so no seishun (1996)
- Muma (1994)